# 福田大助
福田 大助（ふくだ だいすけ）は、日本の弁護士（第一東京弁護士会） 。成和明哲法律事務所に所属。
元早稲田セミナー講師。

## 人物
大学受験時、現役で名古屋大学と早稲田大学に合格するが、入学せず浪人生活を経て翌年東京大学に入学。東京大学経済学部経営学科を卒業。国家公務員試験Ⅰ種（経済職）に合格するも、旧・日本航空株式会社（現・日本航空インターナショナル）に入社。同社の財務部や法務部、日本興業銀行（現・みずほコーポレイト銀行）調査部に勤務しながら司法試験に合格。1990年、弁護士登録（第一東京弁護士会）。成和共同法律事務所（現・成和明哲法律事務所）に所属し、企業法務を中心に扱う。また、かつては第一東京弁護士会商法部会会員、同消費者問題研究会会員としても活動していた。弁護士活動の他にも早稲田セミナー講師も勤めていたこともあり、超短期合格を目指す「1000時間合格法」のほか、「本は読むな」、「ノートは捨てろ」、「仲間はつくるな」などの反常識成功法則を提唱していた。

## 担当事件
- 円天事件－株式会社エル・アンド・ジーの破産管財人

第1回債権者集会において、「（L&Gが）約5万人から約2260億円を集めたという情報がある」ことを明らかにした。

## 主な活動
- 第一東京弁護士会商法部会会員
- 第一東京弁護士会消費者問題研究会会員
- 第一東京弁護士会倒産法部会会員
- 早稲田経営学院講師（会社法、破産法）
- グランドキャピタル株式会社破産管財人
- ジェイコム株式会社保全管理人
- 「早稲田電子専門学校」民事再生監督委員
- 「青山ブックセンター」民事再生監督委員
- 特別清算会社弘済建物株式会社代表清算人
- 株式会社エル・アンド・ジー破産管財人
- 法務省国際協力部日弁連派遣講師
- 東京都中小企業再生支援協議会専門家アドバイザー
- 株式会社Ｃｒｏｗｄ Ｌｅａｓｅ 破産管財人

## 著作
- 『司法試験驚異の1000時間合格法』
- 『難関資格 合格したけりゃ、本は読むな!―社会人こそ、最短時間で一発突破できる』
- 『国家試験はバカでも通る』
- 『自分の運命を切り開く魔法の勉強法―IT時代を生き抜く60の絶対法則』
- 『崖っぷち"から"大逆転"の法律相談―ベテラン弁護士が明かす最後に笑うための完全対処法49』
- 『3時間でわかる憲法入門』
- 『3時間でわかる商法入門』
- 『入門 民事訴訟法はこう読む』
- 『法の勉強法』
- 『会社役員の責任』
- 『逆転の法律相談』
- 『中小企業再生実務と新会社法』
- 『事業再生の思想』
- 『こんなときどうする 会社役員の責任Q&A』